# 董淑妃 (宋仁宗)
董淑妃（11世纪—1062年），宋仁宗赵祯后期的妃嫔。生皇九女、皇十一女、皇十三女。
董氏原是宋仁宗的侍女，嘉佑初年，温成皇后等皆已去世，宋仁宗无子，压力过大心情烦乱，曾经试图自刎，被董氏发现，上前徒手夺下佩刀，几乎割断她自己的手指，因此得到了宋仁宗的重视。嘉佑初年，董氏封闻喜县君。
嘉祐四年（1059年），董氏生了皇九女（初封福安公主），宋仁宗要进封她为五品才人，被范师道进谏，没有进封。嘉祐五年（1060年），生皇十一女（初封永寿公主）。宋仁宗要进封她四品美人，董氏固辞，懇请改为授她的父亲一個官職，宋仁宗允诺了她。嘉佑六年（1061年），生皇十三女（早殇，追封楚国公主）。
嘉佑七年（1062年），董氏病危，方才被封为正二品充媛嫔，但很快就去世。追赠婉仪，不久又追赠淑妃，宋仁宗欲加厚葬禮給予謚號，但被司馬光阻止。
元符三年四月，宋徽宗即位，追赠仁宗董淑妃为贵妃。